# Хризоліт
Хризолі́т — мінерал класу силікатів, прозорий різновид олівіну, жовтувато(золотисто)-зеленого кольору.

## Етимологія та історія
Від хризо… і грецьк. «літос» — камінь (J.G.Wallerius, 1747).

## Опис
Дорогоцінний камінь. Зустрічається у вигляді ізометричних зерен розміром 2-15 мм, вкраплеників і нодулів у кімберлітах, у лужних олівінових базальтах. Основний породотвірний мінерал альпінотипних перидотитів, дунітів та серпентинітів. Знахідки: о. Зебергет, Червоне море; на плато вздовж р. Меза, М'янма. В «Ізборнику Святослава» (1073 р.) про хризоліт пишеться: «…аки злат есть, обретаєтся же на краю Ахіменіди вавілонской… болящим чревом цілитель есть». В укр. наук. літературі вперше згадується в лекції «Про камені та геми» Ф.Прокоповича (Києво-Могилянська академія, 1705—1709 рр.).

## Інші значення
- Преніт
- Торговельна назва демантоїду
- Перидот

## Різновиди
Розрізняють:
- хризоліт аквамариновий (зелено-жовтий берил),
- хризоліт богемський (метеоритне скло зеленого та бурувато-зеленого кольору),
- хризоліт бразилійський (торговельна назва зеленого турмаліну з родовища в Бразилії),
- хризоліт бразильський (з родовища в Бразилії),
- хризоліт водний (зайва назва скла, імовірно космічного походження),
- хризоліт вулканічний (зайва назва везувіану),
- хризоліт жовто-зелений (зайва назва),
- хризоліт залізистий (те саме, що фаяліт),
- хризоліт з Везувію (зайва назва везувіану),
- хризоліт італійський (зайва назва везувіану),
- хризоліт капський (зелений преніт з Південної Африки),
- хризоліт коштовний (різновид, що використовується в ювелірній справі),
- хризоліт опалесціюючий (1. Зеленуватий хризоберил або корунд з опалесценцією; 2. Те саме, що око котяче хризоберилове),
- хризоліт російський (зайва назва демантоїду),
- хризоліт саксонський (торговельна назва топазу світлого зелено-жовтого кольору з родов. Саксонії),
- хризоліт свинцево-цинковий (мінерал ларсеніт або есперит — PbZn[SO4], Ca3PbZn[SO4], родов. Франклін, США),
- хризоліт сибірський (те саме, що демантоїд),
- хризоліт східний (1. Хризоберил зеленувато-жовтого кольору; 2. Торговельна назва корунду жовто-зеленого кольору),
- хризоліт торговельний (загальна торговельна назва берилу, хризоберилу, демантоїду та везувіану),
- хризоліт уральський (ювелірна назва демантоїду),
- хризоліт фальшивий (зайва назва скла космічного(?) походження),
- хризоліт цейлонський (торговельна назва турмаліну жовтувато-зеленого кольору з родов. острова Шрі-Ланка).